# (185321) Kammerlander
(185321) Kammerlander est un astéroïde de la ceinture principale.

## Description
(185321) Kammerlander est un astéroïde de la ceinture principale. Il fut découvert le 10 novembre 2006 à Vallemare Borbona à l'Observatoire astronomique de Vallemare di Borbona par Vincenzo Silvano Casulli. Il présente une orbite caractérisée par un demi-grand axe de 2,58 UA, une excentricité de 0,11 et une inclinaison de 7,1° par rapport à l'écliptique.